# Pietro Annoni
Pietro Annoni (4. december 1886 – 19. april 1960) var en italiensk roer som deltog i de olympiske lege 1920 i Antwerpen.
Annoni vandt en sølvmedalje i roning under OL 1920 i Antwerpen. Han kom sammen med Erminio Dones på en andenplads i dobbeltsculler efter de amerikanske roer Paul Costello og John B. Kelly